# As Fate Decides
As Fate Decides è un cortometraggio muto del 1916 diretto da Rupert Julian. Il nome del regista appare anche tra quello degli interpreti, accanto a Ernest Shields, Elsie Jane Wilson, Harry Mann. Sceneggiato da Maurice De La Parelle, il film fu prodotto e distribuito dalla Universal Film Manufacturing Company.

## Produzione
Il film, prodotto dalla Universal Film Manufacturing Company (come Laemmle), venne girato negli Universal Studios al 100 di Universal City Plaza a Universal City.

## Distribuzione
Distribuito dalla Universal Film Manufacturing Company, il film - un cortometraggio in una bobina - uscì nelle sale cinematografiche statunitensi il 16 febbraio 1916.